# ¡Que viva México! (película inacabada)
¡Que viva México! (en ruso: Да здравствует Мексика!, Da zdrávstvuiet Méksika!) es una película inconclusa iniciada en 1930 y dirigida por el vanguardista cineasta soviético Serguéi Eisenstein. Este proyecto buscó retratar la cultura y política desde el México prehispánico hasta el periodo revolucionario.
Sin embargo, la producción estuvo marcada por diversas dificultades y finalmente fue abandonada. Jay Leyda y Zina Voynow lo llamaron «el plan fílmico más grande y la mayor tragedia personal» de Eisenstein.

## Antecedentes
Bajo el auspicio del escritor estadounidense Upton Sinclair y un pequeño grupo de financieros, movilizados por él y su mujer Mary Craig, Serguéi Eisenstein llegó a México el 5 de diciembre de 1930, acompañado de Grigori Aleksándrov —colaborador y codirector—, su director de fotografía, Eduard Tissé, y el pintor mexicano Adolfo Best Maugard, con el objetivo de realizar un filme que mostrara las «costumbres, leyendas y modo de vida» del país. El proyecto recibió un presupuesto original de 25 000 dólares por parte de «Mexican Film Trust», para cubrir los gastos de tres o cuatro meses de estancia y rodaje. A cambio, Eisenstein debía entregar una película concluida para ser estrenada en los Estados Unidos el año siguiente, 1931. Las cláusulas del contrato impedían que la película mostrara o implicara nada que pudiera considerarse insultante o una crítica de México posrevolucionario (condición impuesta por el Gobierno de México del momento antes de permitir la entrada en el país de los tres soviéticos).
Tras su llegada, Eisenstein declaró a El Nacional: «No tengo alguna idea preconcebida de antemano de lo que mi cinta será». Con El Universal fue más explícito al aclarar:

Durante un mes aproximadamente me dedicaré a estudiar el ambiente mexicano, y después procederé a la manufactura de la película basada en el asunto local. Tras este estudio decidiré si la obra la basamos en un argumento determinado o en una exposición fiel del país, de sus costumbres y de su pueblo, documentándome previamente en visitas que realizaré al Distrito Federal y regiones inmediatas, al Istmo de Tehuantepec y a Yucatán, pues no omitiré por ningún motivo las famosas ruinas de Chichén Itzá, y mi interés por el folklore local es enorme.
Eisenstein a El Universal el 9 de diciembre de 1930.

## Producción
Luego de ser detenido por autoridades mexicanas, y con el temor de que se retraten los problemas sociales existentes en el país, Eisenstein recibe permiso para la filmación bajo la condición de ser acompañado por el etnólogo Agustín Aragón Leiva y el artista Adolfo Best Maugard. El 11 de diciembre, se inició la filmación de la película en Tacuba y, al día siguiente, continuó en La Villa, durante la festividad de Nuestra Señora de Guadalupe. Asimismo, junto a Diego Rivera, Frida Kahlo, Pablo O'Higgins, entre otros, «se insertó en un México básicamente marcado por la huella indigenista». También se realizaron filmaciones en el lago de Xochimilco y la plaza de toros de La Condesa, Acapulco, Oaxaca y Yucatán.
En el proyecto original se planteó que el filme estaría conformado por un prólogo (que marcaría «el paralelismo entre el pasado y el presente de México»), un epílogo («un retrato del México moderno» en contraste con el antiguo) y cuatro episodios: Sandunga (boda indígena en Santo Domingo Tehuantepec), Maguey (desencuentros entre campesinos en una hacienda porfirista), Fiesta (preparación de un torero previo a la corrida) y Soldadera (dedicado a «reivindicar a la mujer revolucionaria»). Este último episodio, inspirado en los trabajos de José Clemente Orozco, no se filmó debido a la cancelación del rodaje.
Tras ser filmados 200 000 pies de celuloide, en febrero de 1932, el proyecto fue cancelado por conflictos entre el representante de Sinclair, Hunter Kimbrought, y los cineastas y por problemas económicos (el presupuesto se incrementó hasta los 53 000 dólares). Incluso, también hubo problemas con el régimen soviético, que acusó a Eisenstein de desertor. Al momento de la cancelación, el filme aún no estaba editado y faltaban algunas partes por filmar. Además, los diálogos y la música no estaban incorporados.

## Trama
El filme estuvo compuesto por seis episodios:
- Prólogo (también llamado Calavera), dedicado a David Alfaro Siqueiros. Se presenta Chichen Itzá, «el México mítico, de pirámides milenarias». Según el propio director, «[e]l tiempo del prólogo está en la eternidad. Podría ser hoy. Pudo haber sido hace veinte años. Pudo ser hace mil años. [...] la gente tiene semejanza con las imágenes de piedra. Esas imágenes que representan los rostros de sus antepasados [...]».
- En Sandunga se recrea la vida cotidiana y una boda en Santo Domingo Tehuantepec. Se presenta la vida indígena, «a la que se define como un matriarcado» y a ajena a la «culpa» que caracteriza al pueblo español. Eisenstein muestra «la desnudez y alegría de los cuerpos» e «individualiza la historia» en la joven Concepción, que logra casarse con Abundio.
- Después, en Fiesta, dedicado a El Greco y Francisco de Goya, se retratan las festividades en honor a Nuestra Señora de Guadalupe y la «sangre derramada durante la conquista». Según Tuñón (2003), se busca recrear el «carácter ritual presente en la cultura mexicana [...] tanto en el placer de la fiesta, como en su sufrimiento». También se presenta una corrida de toros y la preparación previa del torero (interpretado por David Liceaga)
- Maguey, dedicado a Diego Rivera, se desarrolla en la hacienda de Tetlapayac, donde los peones, levantados para vengar la violación de la novia de uno de ellos por parte del patrón, son asesinados el día del Corpus Christi. Una representación de la «raza doliente y orgullosa que prefiere morir dignamente antes que huir».
- El episodio Soldadera no se filmó. No obstante, con él Eisenstein buscaba retratar la Revolución mexicana por medio de Pancha, una mujer de la tropa, en lo que sería un homenaje a la participación femenina en el conflicto.
- Finalmente, en el Epílogo, en honor a José Guadalupe Posada, se observa la fiesta del Día de Muertos. En suma, los episodios muestran un proceso que va de la «sumisión biológica a la superación social».

## Resultados
Las imágenes filmadas se utilizaron para la creación de películas como Thunder over Mexico (1933), Eisenstein in Mexico, Death Day (1934) y Time in the Sun (1956). En 1956, Sinclair depositó el material fílmico en el Museo de Arte Moderno de Nueva York.
El título ¡Que viva México! (en ruso: Да здравствует Мексика!) propuesto por Eisenstein, fue utilizado para una versión realizada por Grigori Aleksándrov, que trató de respetar los cuatro episodios del filme original. La obra fue estrenada en 1979, aproximadamente una década después de que el material fuera enviado por el Museo de Arte Moderno a la Unión Soviética. Además, ese mismo año recibió un reconocimiento en el Festival Internacional de Cine de Moscú. El propio Aleksándrov y Serguéi Bondarchuk fungieron como narradores, empleando las notas escritas por Eisenstein.